# Freesia speciosa
Freesia speciosa är en irisväxtart som beskrevs av Harriet Margaret Louisa Bolus. Freesia speciosa ingår i släktet Freesia och familjen irisväxter. Inga underarter finns listade i Catalogue of Life.